# Acerophagus excoris
Acerophagus excoris is een vliesvleugelig insect uit de familie Encyrtidae. De wetenschappelijke naam werd voor het eerst geldig gepubliceerd in 2010 door John Noyes.